# Hybrid Synergy Drive
Pour les articles homonymes, voir HSD (homonymie).
L’Hybrid Synergy Drive (HSD) est une technique de traction hybride développée par Toyota. Intégrée aux véhicules hybrides produits par l'entreprise et vendus sous les marques Toyota et Lexus (exemples : Toyota Prius, Yaris Hybride, Lexus CT 200h), le HSD a été utilisé par Nissan pour l'Altima hybride et Mazda pour l'Axela hybride, et adapté à des véhicules plus puissants ou à quatre roues motrices.
La motorisation HSD comprend un moteur thermique et deux moteurs-générateurs électriques reliés mécaniquement entre eux et aux roues par un ou deux trains épicycloïdaux qui permettent d'échanger de la puissance et du couple avec les roues (traction, mais aussi freinage dynamique). Les moteurs-générateurs électriques sont reliés électriquement à un onduleur qui permet d'échanger de la puissance électrique (motrice ou génératrice) entre eux et avec la batterie. La répartition de puissance et l'injection éventuelle de puissance par le moteur thermique est gérée par un calculateur de bord qui prend en compte les sollicitations du conducteur et les situations de conduite.
Du fait de son montage particulier, l'Hybrid Synergy Drive est parfois qualifié de série-parallèle ou Full-Hybrid avec une capacité de traction purement électrique à des vitesses relativement élevées (ex. 50 km/h). Du fait de l'adaptation permanente de la vitesse des moteurs électriques à la situation de conduite et de leur liaison au moteur thermique via des trains épicycloïdaux, le comportement de la motorisation HSD s'apparente à celui d'un variateur de vitesse.

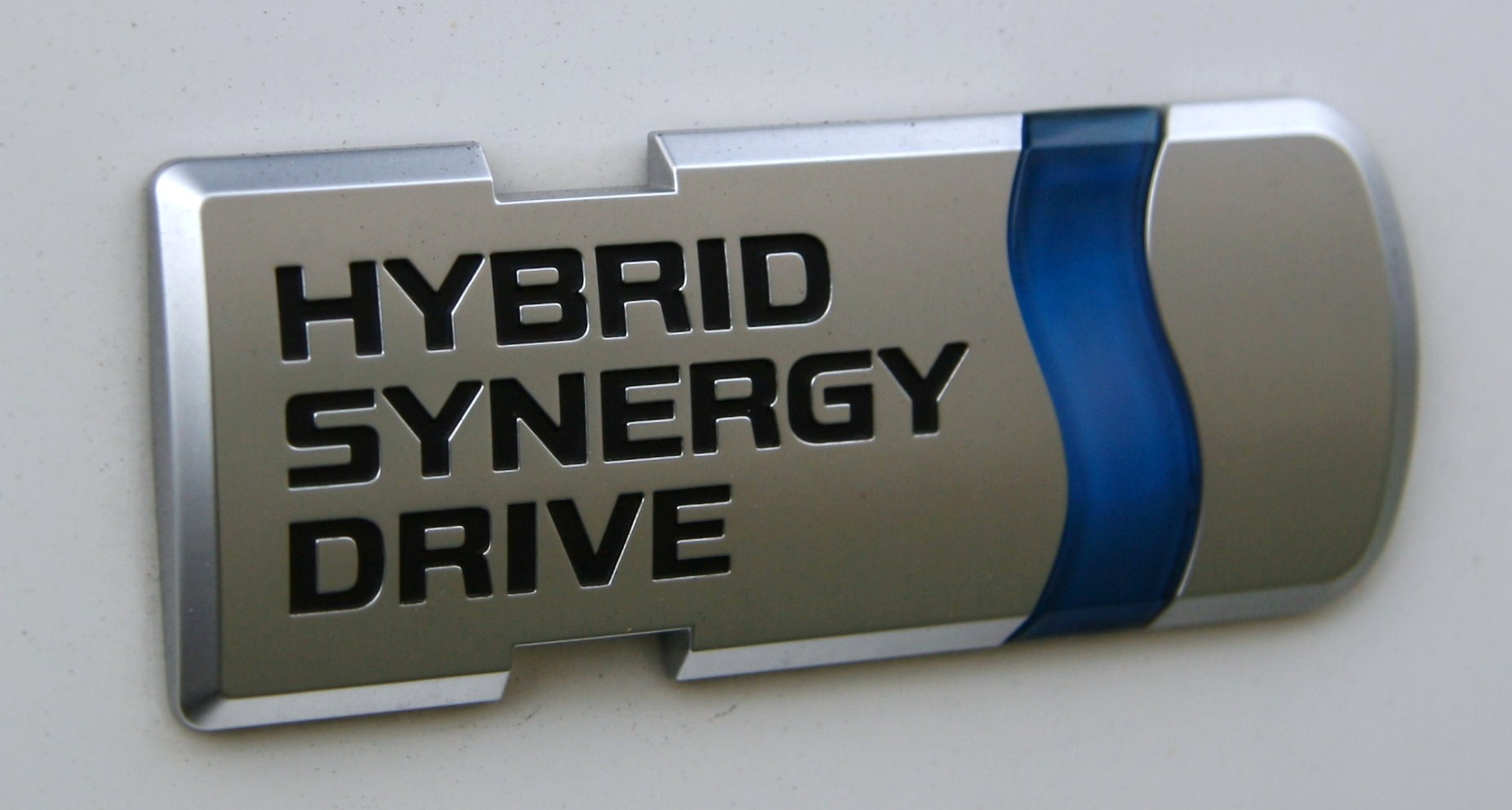
Le logo Hybrid Synergy Drive

## Historique
Le HSD est une amélioration du système original Toyota Hybrid System (THS) utilisé sur la Toyota Prius de première génération (1997 à 2003).
Le système THS-II est apparu en 2004, avec la Prius de seconde génération. Il a ensuite été renommé « Toyota Hybrid Synergy Drive », puis « Hybrid Synergy Drive » (HSD) en vue de son utilisation en dehors de la marque Toyota (notamment pour la marque Lexus). Le système HSD a été conçu pour être plus puissant, plus performant et plus efficace que le THS. En 2009, il a été introduit sur les modèles de Lexus à transmission intégrale et à propulsion,.
En mai 2007, le groupe Toyota (avec Lexus) avait vendu un million de véhicules hybrides dans le monde entier, et deux millions à la fin du mois d'août 2009.
En 2009, les véhicules hybrides conçus par Toyota constituaient environ 75 % des ventes de véhicules hybrides aux États-Unis.
En septembre 2014, plus de 7 million de Lexus et de Toyota hybrides avaient été vendues dans le monde puis 9 millions en mai 2016.

## Principes
Un moteur à combustion interne (désigné ci-après par le sigle ICE, pour Internal Combustion Engine) ne délivre sa puissance de façon optimisée que dans une plage réduite de couple et de vitesses. Dans les véhicules à transmission mécanique, la boîte de vitesses, manuelle ou automatique, assure un fonctionnement convenable du moteur et un embrayage ou un convertisseur de couple permet une transition entre les différents rapports selon la situation de conduite.
Le système HSD remplace la transmission mécanique des motorisations usuelles par un système électromécanique. Toyota décrit les véhicules équipés de systèmes HSD comme des véhicules à « transmission à variation continue contrôlée électroniquement » (E-CVT, Electronically-controlled Continuously Variable Transmission). Ce système permet d’utiliser les deux sources d’énergie (électrique et moteur thermique) avec une répartition variant de 0 à 100 % pour chacune des sources, ainsi que n’importe quel rapport intermédiaire.

### Sources et flux d'énergie

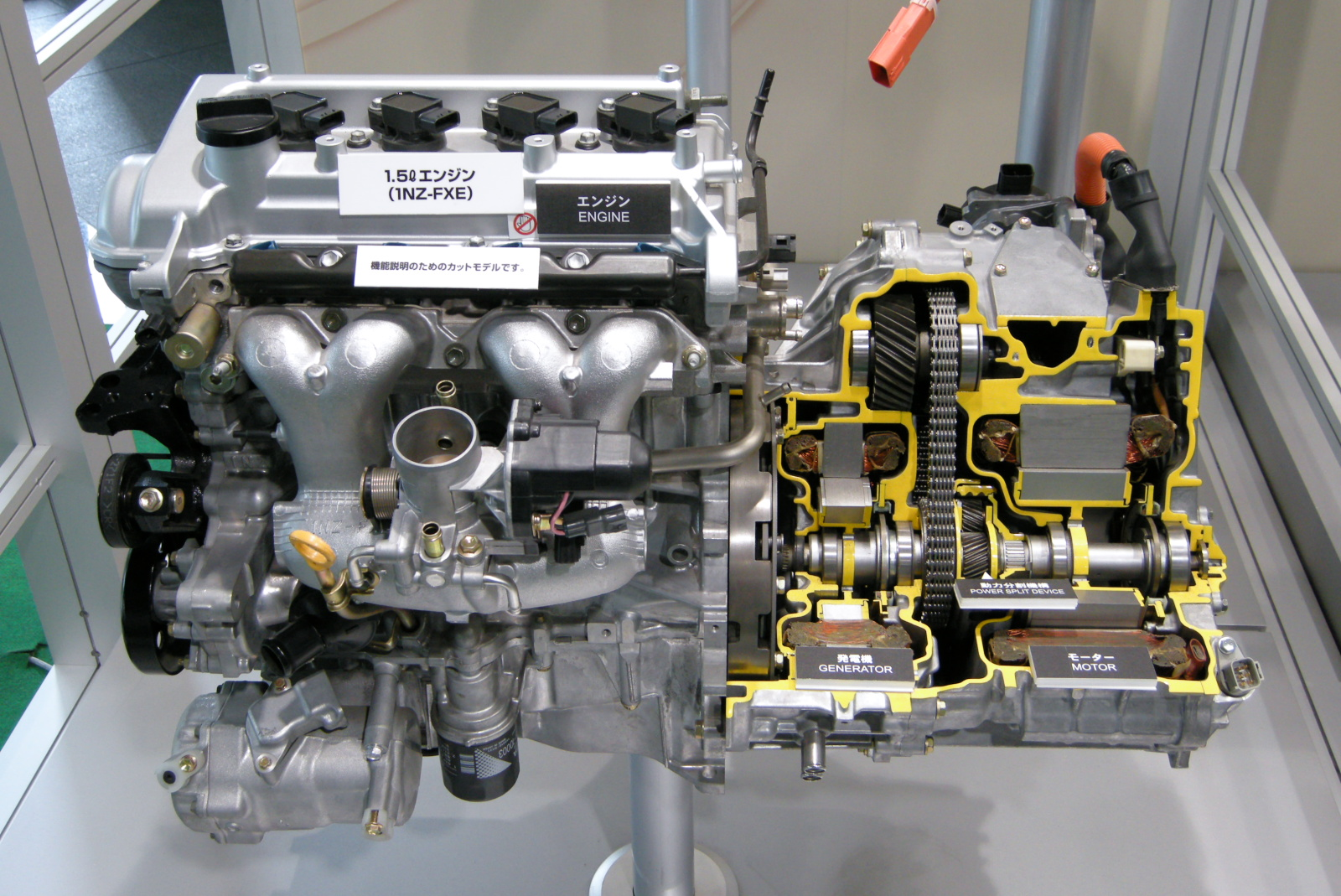
Système HSD d'une Prius II avec :
- à gauche le moteur thermique
- à droite les deux moteurs-générateurs électriques.

L'unique source d'énergie primaire est l'ICE quand il brûle de l'essence. Le freinage dynamique permet également de convertir l'énergie cinétique en énergie électrique pour recharger la batterie de traction et constitue de ce fait une source d'énergie secondaire.
Un véhicule équipé du HSD dispose de deux batteries :
- une batterie 12 V au plomb alimentant les calculateurs et la plupart des accessoires, elle seule permet l'initialisation du système hybride, elle est maintenue en charge par un convertisseur électronique qui puise dans la batterie de traction, uniquement lorsque le système hybride est en marche ;
- une batterie de traction qui permet d'alimenter seule les moteurs électriques et maintenir en charge la batterie 12 V.

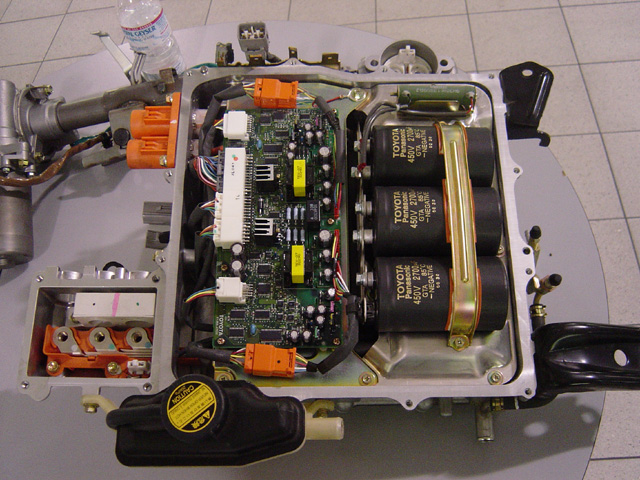
Unité haute tension d'un système HSD.

Les deux moteurs-générateurs MG1 et MG2 assurent la conversion entre puissance électrique et puissance mécanique. La capacité du système hybride à contrôler leur rotation permet de maintenir en permanence l'ICE à un régime et une charge optimale compte tenu de la puissance demandée par le conducteur et des besoins :
- en traction ou freinage du véhicule (couple) ;
- pour la charge de la batterie de traction (excédent de couple).

Par ailleurs, MG2 a une capacité de traction et de régénération importante, de l'ordre de 80 % de celle de l'ICE, sur certains modèles. Le démarrage de l'ICE à une vitesse de rotation adéquate, est effectué par une combinaison de la rotation des deux moteurs électriques, en particulier par l'alimentation de MG1. L'ICE peut ainsi être arrêté lors des phases où il n'est plus utile : ralentissement, freinage, accélération modérées, arrêt du véhicule.
Depuis la sortie de la Prius II en 2004, tous les gros accessoires, compresseur de climatisation compris, sont alimentés par la batterie de traction à travers l'électronique de puissance.
Ainsi, et contrairement aux véhicules à transmission mécanique, un système hybride HSD ne contient ni alternateur (générateur de courant pour recharger la batterie 12 V), ni démarreur (moteur à courant continu). C'est l'électronique de puissance qui, pilotée par le calculateur de traction, se charge de distribuer la puissance électrique nécessaire à la recharge des batteries.
Le relâchement total de la pédale d'accélérateur enclenche le mode générateur de MG2, la course initiale de la pédale de frein permet d'augmenter progressivement l'effet. Une partie de l'énergie cinétique du véhicule est alors convertie en énergie électrique via les roues, ce qui permet de ralentir le véhicule en rechargeant la batterie. Ce système de freinage dynamique permet donc de récupérer une partie de l'énergie initialement utilisée pour accélérer le véhicule. Une pression plus forte active les freins à friction à commande hydraulique, qui sont également utilisés pour les freinages d'urgence — l'essentiel de l'énergie cinétique est alors dissipée sous forme de chaleur et donc gaspillée.

### Les moteurs électriques: MG1 et MG2
- Le moteur-générateur électrique MG1 (parfois appelé « MG-S », le S signifiant speed, terme anglais pour « vitesse ») possède une puissance relativement faible. Il sert essentiellement à produire du courant électrique afin de recharger les batteries et à alimenter MG2. De plus, en régulant la quantité d'énergie électrique générée (par variation de son couple et de sa vitesse de rotation), c'est MG1 qui contrôle la transmission à variation continue via le train épicycloïdal. Enfin, MG1 assure la fonction de démarreur du moteur thermique (ICE)[10].
- Le moteur-générateur électrique MG2 (parfois appelé « MG-T », le T signifiant torque, terme anglais pour « couple ») est plus puissant que MG1. En prise directe sur la transmission finale, il assure seul ou conjointement avec l'ICE, la propulsion. Les caractéristiques du MG2 en termes de couple permettent au système HSD d'obtenir une bonne performance dynamique avec un ICE modeste, et notamment un démarrage et une accélération souples. Pendant le freinage dynamique, MG2 convertit l'énergie cinétique en énergie électrique, qui est ensuite stockée dans les batteries[10].

Ces deux moteurs sont des moteurs synchrones, contrôlés électroniquement, à haute tension (500 à 650 V selon les modèles). Ils utilisent une technologie « sans balais » (brushless) et sont dotés d’aimants permanents à haute coercitivité, à base de néodyme.
Ces moteurs ont, dans la Prius III, une puissance d'environ 30 ch (soit 22 kW) pour MG1 et de 80 ch (soit 60 kW) pour MG2.

### La transmission

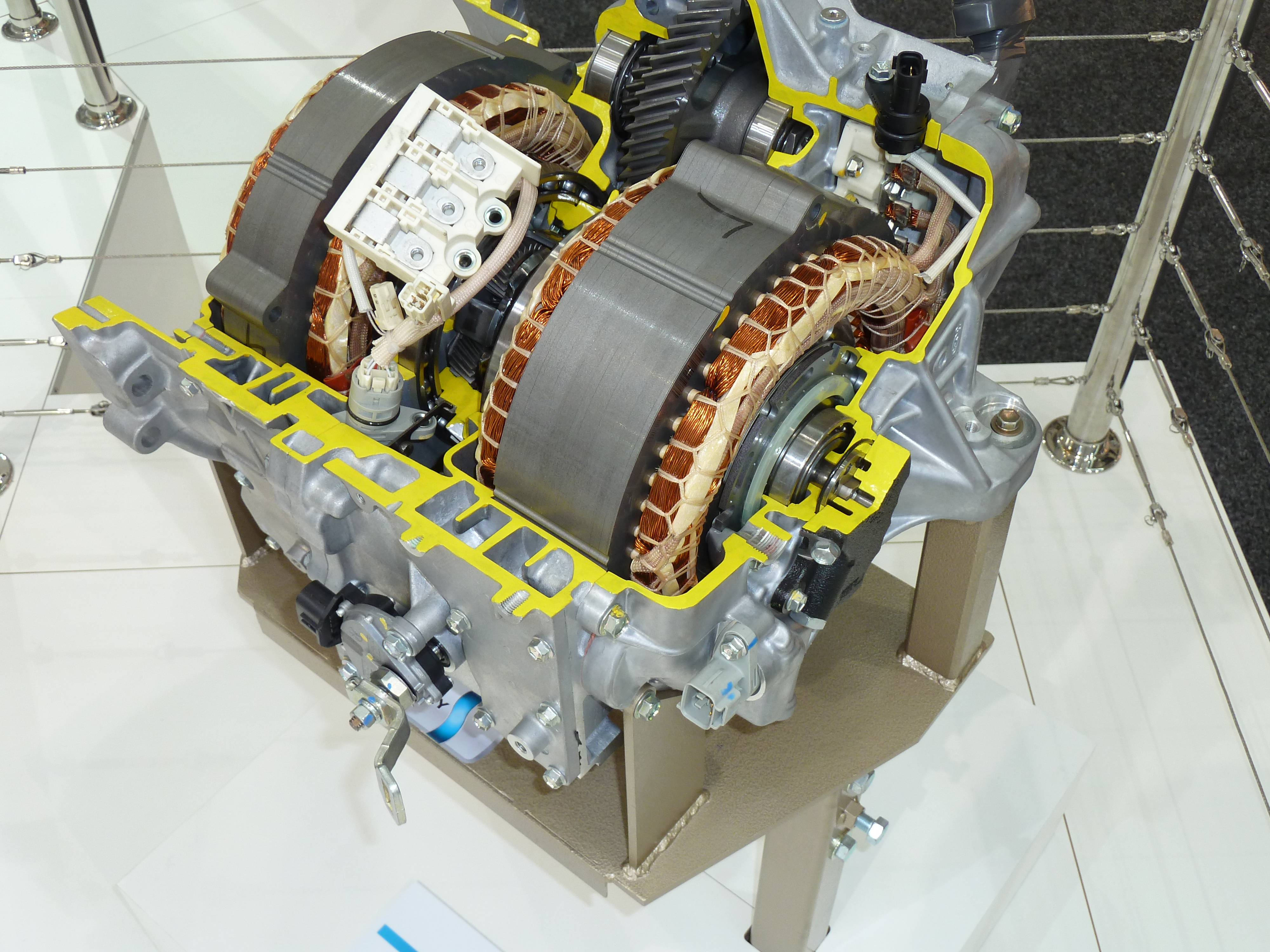
Toyota e-CVT transmission : MG1 est à gauche, MG2 à droite, le train épicycloïdal au centre.

Train épicycloïdal d'une motorisation HSD.

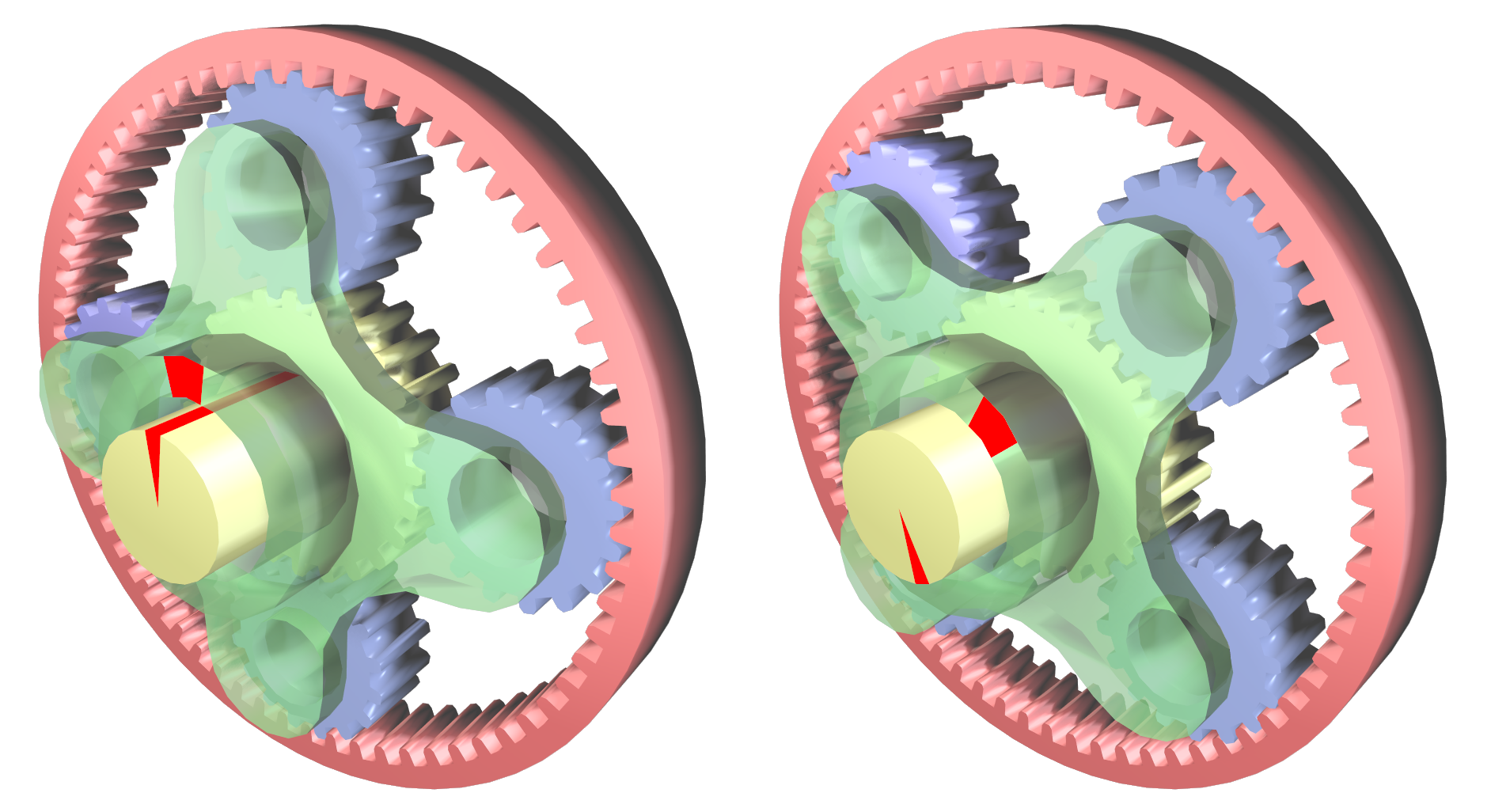
Dessin schématique d'un train épicycloïdal à 4 satellites.

La conception du train épicycloïdal et l'électronique de contrôle du système HSD permettent à la puissance mécanique de l'ICE d'être répartie de deux façons :
- apport de couple et augmentation de la vitesse de rotation des roues (accélération du véhicule) ;
- puissance disponible pour les moteurs-générateurs électriques (recharge de la batterie).

Un programme informatique relié à des capteurs, contrôle le système et oriente les flux de puissance depuis les différentes sources (ICE, MG1, MG2). Ce fonctionnement permet d'obtenir les avantages d'une transmission à variation continue (CVT, Continuously Variable Transmission), à ceci près que la conversion couple/vitesse utilise deux moteurs électriques et un mécanisme à planétaires plutôt qu'un embrayage, des poulies avec gorges à écartement variable et une courroie.
Un véhicule équipé d'un système HSD ne peut pas rouler sans l'ordinateur, les systèmes électroniques, les batteries et les moteurs-générateurs, alors qu'il peut en principe fonctionner sans l'ICE. En pratique, la plupart des véhicules équipés de systèmes HSD n'ont qu'une autonomie de deux ou trois kilomètres sans carburant : l'économie de carburant réside dans un équilibre permanent entre propulsion par l'ICE, récupération d'énergie et motorisation électrique.
La transmission (en:transaxle) du système HSD contient un train épicycloïdal qui relie les trois moteurs et ajuste le couple de l'ICE et des moteurs électriques aux besoins des roues avant.
MG2 est solidaire de l'arbre de transmission relié aux roues avant : alimenter MG2 en électricité augmente donc le couple au niveau des roues ; MG2 récupère aussi l'énergie au niveau des roues lors du freinage dynamique.
Le train épicycloïdal qui se comporte comme un différentiel réversible (la puissance peut venir des trois arbres), fait le lien entre la vitesse de rotation des roues et les vitesses de rotation de l'ICE et de MG1 ; ce dernier étant utilisé pour compenser la différence de vitesse entre les roues et l'ICE.
Dans les schémas ci-contre représentant le train épicycloïdal d'un moteur HSD à deux roues motrices, l’ICE (le moteur thermique) est relié au porte-satellites (parties bleue et verte) ; le moteur électrique MG1 est relié au pignon central (partie beige) ; le moteur électrique MG2 et l’arbre allant vers le différentiel et les roues sont reliés à la couronne (partie rose) du train épicycloïdal.
Le train épicycloïdal et les deux moteurs-générateurs sont contenus dans un boîtier unique qui est fixé à l'ICE. L'ordinateur surveille et contrôle la vitesse de rotation de chaque arbre et le couple total des arbres de transmission via des sondes et des capteurs.
Le train épicycloïdal permet aussi de modifier le rapport de démultiplication (réduction) entre les arbres d’entrée (ICE et MG1) et l'arbre de sortie (MG2 et roues).

## Fonctionnement
Le système hybride HSD gère à chaque instant la répartition de la puissance à fournir, à récupérer ou dissiper entre les éléments actifs (moteurs, freins, batteries) en fonction des sollicitations du conducteur, de l'effort de propulsion ou de freinage à fournir et de l'état de charge des batteries.

### Généralités
Le HSD peut utiliser les moteurs électriques pour propulser le véhicule ou pour assister le moteur thermique pour que ce dernier soit le plus efficient possible quels que soient les besoins en traction.
La présence des deux moteurs-générateurs électriques reliés par un onduleur permet d'utiliser l'un ou l'autre des moteurs en générateur de manière à ajuster la puissance délivrée par l'ICE aux besoins de la propulsion. L'autre avantage est que l'un des moteurs électriques peut être utilisé comme un puissant démarreur, permettant de mettre en marche et d'arrêter l'ICE selon les besoins en traction et comme générateur pour charger la batterie.
Alimentés par la batterie de traction, les moteurs-générateurs apportent un complément de puissance à l'ICE lors d'un pic de demande de puissance, ou assurent seuls la traction du véhicule à vitesse et accélération faibles ou modérées (jusqu'à environ 70 km/h sur les berlines Toyota).
Lors du freinage, les moteurs-générateurs peuvent récupérer l'énergie cinétique du véhicule et alimenter la batterie ou faire tourner l'ICE comme frein moteur.
Du fait de l'apport de puissance supplémentaire par les moteurs électriques alimentés par la batterie de traction (environ + 35 % sur les berlines Toyota), le moteur thermique peut être sous-dimensionné car il n'a pas besoin de fournir tout le couple nécessaire à la traction. C'est pourquoi le HSD incorpore normalement un ICE à cycle d'Atkinson, qui présente un meilleur rendement qu'un moteur à cycle d'Otto.
La combinaison d'une conception efficiente du véhicule et de l'ICE, du freinage dynamique, de la capacité de l'ICE à ne fonctionner qu'en cas de besoin et d'une capacité de stockage d'énergie par batterie d'accumulateurs, permet aux véhicules équipés du système HSD d'être plus efficients que des véhicules de puissance et masse équivalentes à motorisation uniquement thermique.
Cependant, le gain en rendement apporté par le freinage dynamique est limité aux vitesses modérées avec demandes de propulsion intermittentes (conduite urbaine, route vallonnée, etc.) et est optimisé par des freinages doux et anticipés.

### Témoin de système hybride
L'interface entre le système hybride et le conducteur est semblable à celle présente sur tous les véhicules à transmission automatique, à l'exception du cadran compte-tours qui est remplacé par le témoin de système hybride.
Présent soit sur l'écran de contrôle (Prius I) soit en cadran à côté du cadran de vitesse (versions plus modernes), le témoin de système hybride indique l'état instantané de fonctionnement de la motorisation :
- lorsque l'aiguille est dans la zone CHG, MG2 recharge les batteries en freinant les roues ;
- lorsque l'aiguille est dans la zone ECO le système hybride est sollicité à un niveau de puissance compatible avec une conduite économique ;
- lorsque l'aiguille est dans la zone PWR le système hybride est sollicité au-delà d'une puissance compatible avec une conduite économique.

Sur certains modèles le témoin de système hybride peut indiquer si le véhicule roule en traction électrique sans fonctionnement du moteur thermique, voire présenter les flux d'énergie.

### Les phases de fonctionnement

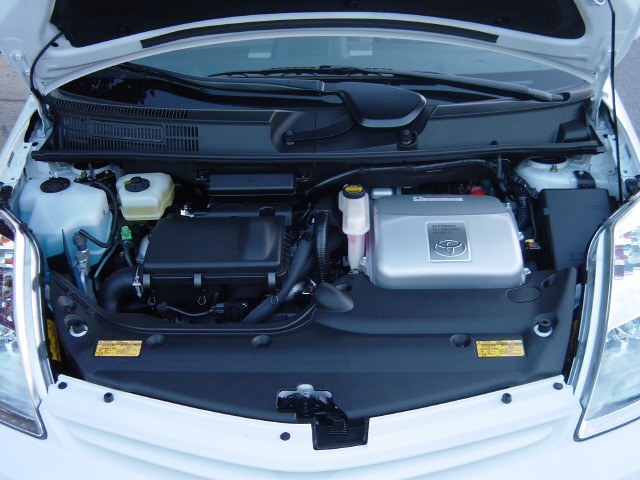
Système HSD installé sur un véhicule.

Le système HSD peut fonctionner suivant plusieurs modes de transmission, en fonction des demandes du conducteur (accélération, freinage, position du sélecteur, accessoires) et de l'état de charge et de disponibilité en puissance des batteries de traction et d'accessoires.

#### Stationnement
Lorsque le sélecteur est en position P (park), MG2 est bloqué à l'arrêt et retient les roues motrices. Cependant le système hybride peut faire tourner l'ICE pour recharger les batteries par l'utilisation de MG1 en générateur.

#### Démarrage du moteur thermique
Pour démarrer l'ICE, MG1 est alimenté par la batterie de traction agissant en démarreur de l'ICE. Du fait de la puissance de MG1, le démarrage est immédiat, silencieux et sans à-coups. La mise en route de l'ICE peut avoir lieu en roulant et lorsque le véhicule est à l'arrêt. Elle est automatique et survient : lorsque la vitesse ou la demande de puissance dépassent les limites prédéterminées en propulsion électrique, lors d'une demande de chauffage avec la température du liquide de refroidissement de l'ICE inférieure à 40 °C, lorsque la batterie de traction est trop peu chargée, lorsque le catalyseur de dépollution est froid ou a trop refroidi.
Le démarrage de l'ICE peut avoir lieu lorsque le sélecteur est en position P, R, D ou B, pas en position N.

#### Marche avant
Lorsque le sélecteur est en position D (drive) ou B, le système hybride ajuste continûment la vitesse de MG1 pour assurer une utilisation du moteur thermique suivant une courbe de charge programmée compte tenu de la puissance sollicitée par le conducteur et du couple nécessaire pour propulser le véhicule à cette puissance.

##### ICE en surrégime
Si l'ICE ne développe pas assez de couple et trop de vitesse pour assurer la propulsion à la puissance demandée (surrégime), par exemple lors d'accélérations à faible vitesse ou sur une rampe de forte pente, MG1 fonctionne en générateur pour transférer la puissance correspondant à la vitesse en excès de l'ICE aux batteries et à MG2 qui fonctionne en moteur pour compléter le besoin en couple de l'arbre de transmission.

##### ICE en sous-régime
Si l'ICE développe trop de couple et pas assez de vitesse pour assurer la propulsion à la puissance demandée (sous-régime), par exemple à vitesse constante sur route plate ou descendante, MG2 fonctionne en générateur pour transférer la puissance correspondant au couple en excès développé par l'ICE aux batteries et à MG1 qui fonctionne en moteur pour compléter le besoin en vitesse de l'arbre de transmission.

##### Sollicitation d'une forte puissance
Lorsque le conducteur sollicite une forte puissance (accélérateur fortement appuyé), le système hybride peut alimenter MG1 avec la batterie de traction pour accompagner les changements de régime de l'ICE et ajouter un surplus temporaire de puissance pour la propulsion du véhicule.

##### Propulsion purement électrique
À faible vitesse et puissance modérée, le système hybride peut assurer une propulsion purement électrique. La batterie de traction alimente MG2 qui fonctionne en moteur et assure la propulsion. L'ICE est à l'arrêt et MG1 est libre. Certains véhicules (ex. Toyota Prius, Auris, Yaris, Aqua) ont un mode EV (electric vehicle), dit aussi stealth mode ou « mode furtif », qui permet de forcer la propulsion purement électrique. Selon l'état de charge des batteries le véhicule peut être propulsé sans consommation de carburant sur plusieurs hectomètres à plusieurs kilomètres.

#### Marche arrière
Lorsque le sélecteur est en position R (rear), la marche arrière est assurée par un fonctionnement de MG2 en moteur dans l'autre sens de rotation pour entraîner les roues motrices. Si les batteries sont faiblement chargées, le système peut utiliser l'ICE pour entraîner MG1, qui fonctionne alors en générateur pour fournir l'énergie manquante à MG2.
Les premiers modèles ne fournissaient pas suffisamment de couple dans certaines situations : certains utilisateurs des premières Prius avaient rapporté l'impossibilité de franchir en marche arrière certaines collines pentues de San Francisco. Le problème a été résolu avec les modèles ultérieurs.

#### Point mort
Lorsque le sélecteur est en position N (neutral), le système hybride est au point mort. L'ICE est à l'arrêt, MG1 et MG2 ne sont pas alimentés, le train épicycloïdal est stationnaire. Cependant la couronne et le pignon central peuvent tourner si les roues sont en mouvement. Le passage au point mort est indispensable si le véhicule est déplacé avec les roues avant touchant le sol. Ce mode de fonctionnement est l'équivalent du point mort obligatoire selon les réglementations de nombreux pays.

#### Freinage
Le système hybride gère trois systèmes de freinage, selon la sollicitation du conducteur (course de la pédale de frein), le mode sélectionné et l'état de charge des batteries.

##### Freinage par friction
Les roues avant sont munies de freins à disques ainsi que les roues arrière (parfois des freins à tambours), assurant un freinage puissant par friction, limité par l'adhérence roue-sol.

##### Freinage dynamique
Le freinage dynamique est assuré par le fonctionnement de MG2 en générateur lorsque l'accélérateur n'est pas sollicité (sauf très faible vitesse). L'énergie électrique générée par le freinage est envoyée via l'onduleur à la batterie et éventuellement, via MG1 fonctionnant en moteur, à l'ICE tournant à vide pour dissiper une puissance de freinage excessive.
Lorsque le sélecteur est en position D et, en l'absence d'appui sur les pédales d'accélération et de frein, le système hybride décélère le véhicule en simulant un frein moteur. MG2 récupère une faible partie de l'énergie cinétique du véhicule pour produire de l'électricité destinée à la recharge de la batterie. Lorsque la pédale de frein est sollicitée, la puissance produite augmente, limitée par la puissance admise pour la charge de la batterie de traction. Si le freinage demandé dépasse la puissance admise par la batterie, le freinage par friction complète le freinage dynamique.

##### Freinage moteur
Le système hybride peut dissiper de l'énergie en faisant tourner l'ICE sans admission du carburant. MG2 alimente alors à la fois les batteries et MG1 qui par sa rotation contrôle le régime de l'ICE et la puissance qui y est dissipée.
Le système hybride met en place ce fonctionnement :
- lorsque le sélecteur est en position B (brake) et que l'accélérateur n'est pas sollicité, émulant ainsi un frein moteur puissant équivalent au passage à un petit rapport sur une boîte de vitesses ;
- lorsque le sélecteur est en position D mais que le niveau de charge des batteries ne permet plus d'accepter davantage d'énergie sans nuire à leur bon fonctionnement.

##### Effets
En récupérant l'énergie cinétique pour recharger les batteries, le système HSD peut réaliser une décélération équivalente à celle d'un frein moteur traditionnel tout en stockant l'énergie pour alimenter ultérieurement les moteurs électriques. Le freinage dynamique d'un système HSD absorbe une quantité significative de l'énergie récupérée lors du freinage, il permet aussi d'utiliser des freins à friction en complément.
Le mode B accroît significativement le confort de conduite dans les descentes, avec un freinage régénératif renforcé en l'absence de sollicitation des pédales d'accélérateur et de frein : MG2 est dimensionné pour que sa puissance soit équivalente à la somme des puissances maximales que la batterie et l'ICE peuvent récupérer ou dissiper au freinage.
Du fait de sa puissance limitée, le freinage dynamique est très efficace à petite vitesse, mais moins efficace à vitesse élevée.

### Performances

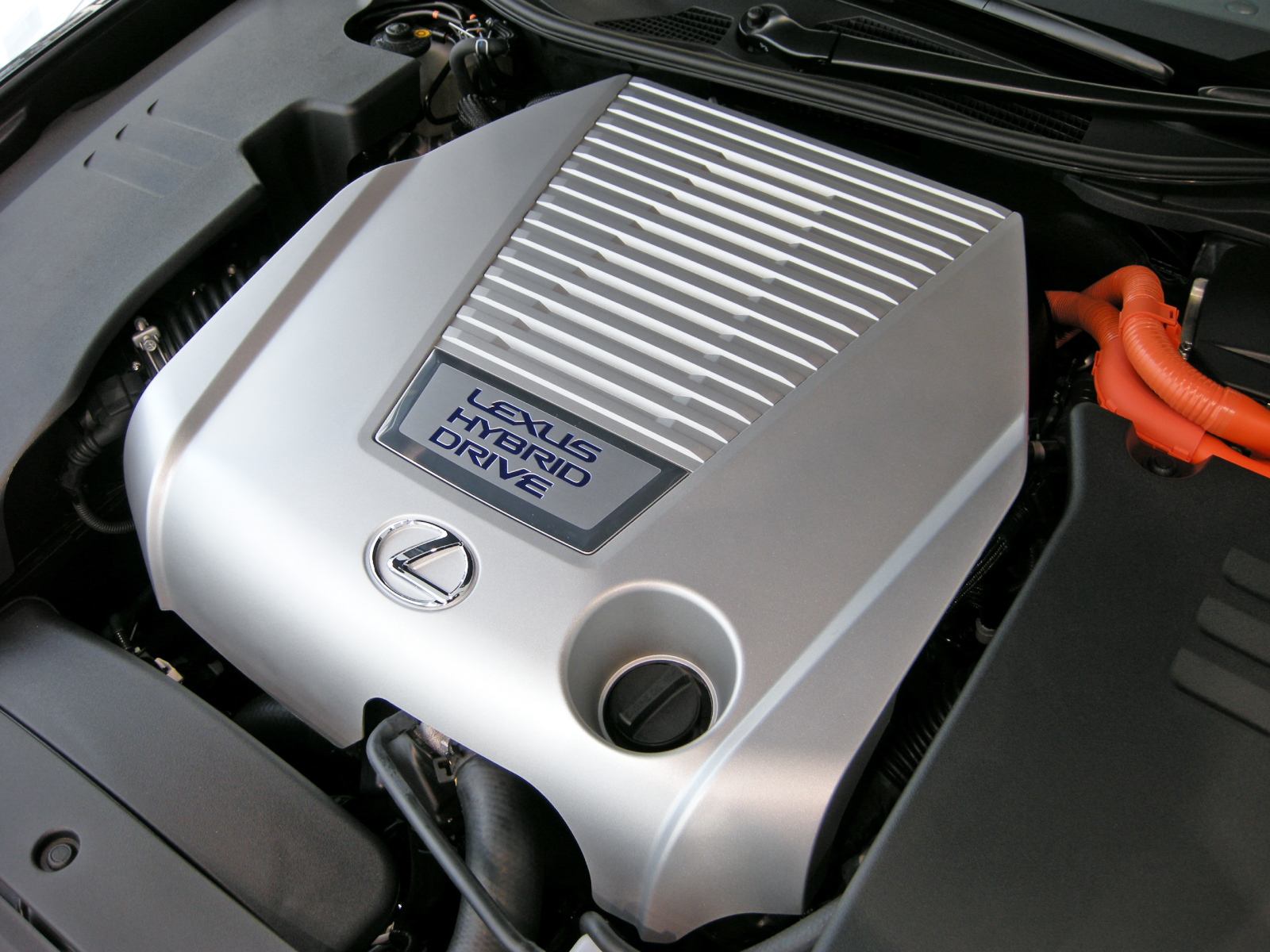
Système HSD d'une Lexus.

#### Les Toyota Prius
La Toyota Prius est considérée comme une référence pour ce qui concerne l'efficacité énergétique.
L'efficacité de la Prius n'est pas uniquement due au système HSD : l'ICE à cycle d'Atkinson, par opposition au cycle d'Otto utilisé dans la plupart des moteurs traditionnels, est conçu spécifiquement pour améliorer l’efficacité énergétique du moteur thermique grâce à un vilebrequin décalé afin d'accroître le taux de détente pendant la phase de combustion, et grâce à un système d'admission spécifique limitant la perte d'énergie causée dans un moteur classique par la dépression dans les cylindres lors de la phase d'admission. Le cycle d'Atkinson récupère plus d'énergie par cycle que le cycle d'Otto, du fait d'une phase de combustion plus longue. L'inconvénient du cycle d'Atkinson est un couple plus faible, en particulier à faible vitesse ; mais le MG2 électrique du système HSD est capable de compenser par un très fort couple à basse vitesse.

#### Le Toyota Highlander Hybrid
Le Toyota Highlander Hybrid de 2008 offre des performances en accélération supérieures à la version non-hybride. Le modèle hybride passe de 0 à 97 km/h) en 7,2 s, soit près d'une seconde de moins que la version conventionnelle. Le modèle hybride développe 268 chevaux (ch), contre 215 pour la version non-hybride. Enfin, la consommation du modèle hybride est estimée par l'Environmental Protection Agency entre 7,6  et   8,7 l/100 km, tandis que celle du modèle conventionnel est estimée entre 9,4  et   12,4 l/100 km.

### Les économies de carburant

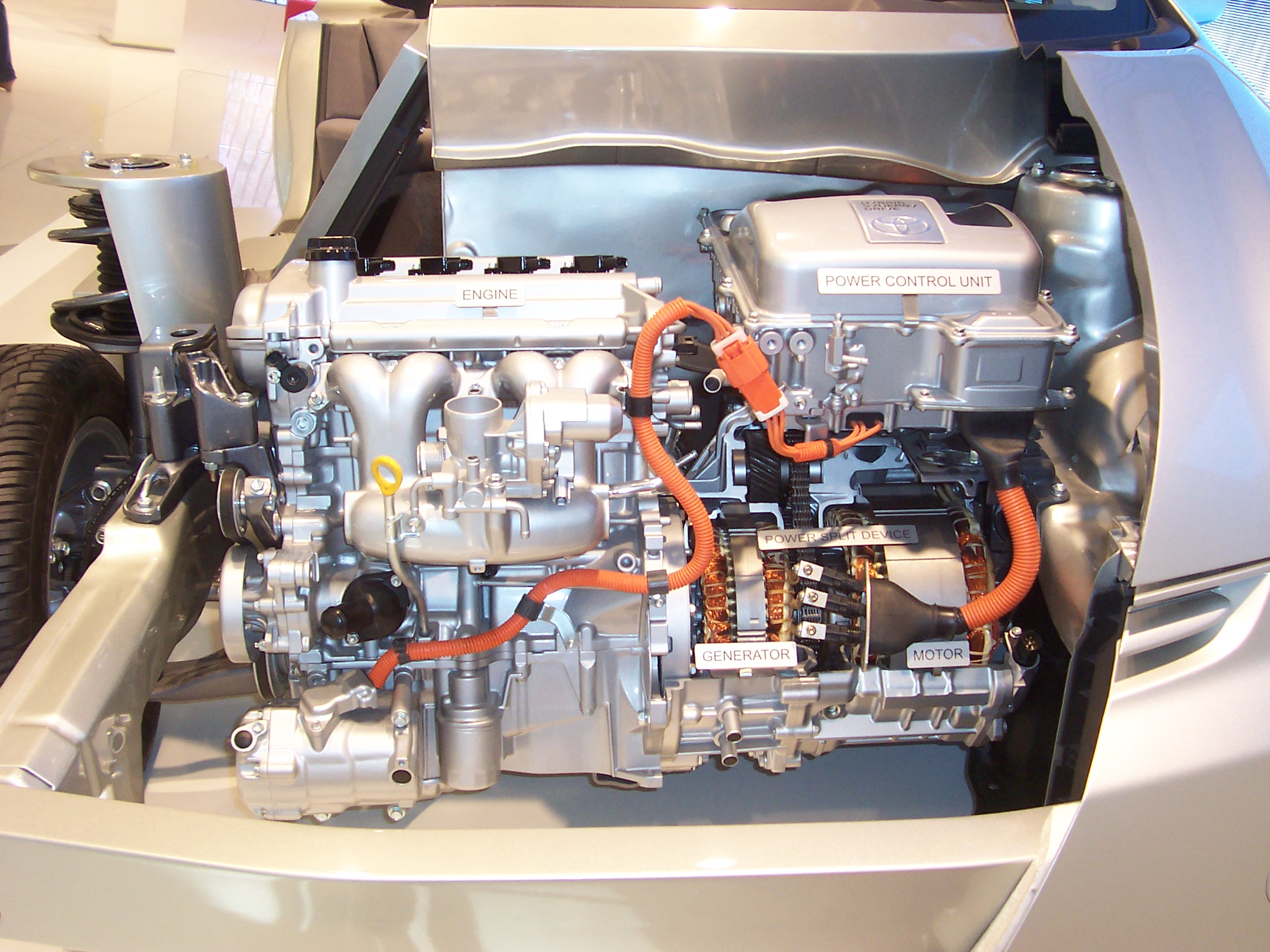
Vue interne du système HSD Lexus

L'économie de carburant du système HSD dépend des conditions d'utilisation de l'ICE : la conduite doit prendre en compte un certain nombre d'éléments.

#### Chauffage de l'habitacle
Le fait de chauffer l'habitacle pour le confort des passagers est en contradiction avec les principes du système HSD : celui-ci est optimisé pour minimiser les pertes de chaleur, alors que l'énergie perdue sous forme de chaleur est nécessaire pour chauffer en hiver l'habitacle des véhicules à motorisation traditionnelle. Pour la Toyota Prius, l'activation du chauffage oblige le moteur thermique à fonctionner afin de produire la chaleur permettant le chauffage de l'habitacle. Cet effet est plus prononcé lorsque l'on éteint le contrôle électronique de la climatisation ou lorsque le véhicule est à l'arrêt : en l'absence de chauffage, le système de contrôle du HSD éteindrait complètement l'ICE, quand il n'est pas nécessaire, et ne le redémarrerait que lorsque la voiture repart et atteint la vitesse limite du moteur électrique.

#### Accélération modérée
Puisque les véhicules hybrides peuvent réduire le régime de l'ICE ou même le couper complètement lors d'une accélération modérée, ils sont plus sensibles que les véhicules conventionnels au style de conduite. En particulier, de fortes accélérations obligent l'ICE à produire une puissance importante tandis que des accélérations douces nécessitent une moindre puissance de l'ICE avec une efficacité plus grande, celle-ci étant augmentée par l'apport d'énergie électrique.

#### Freinage progressif
Le freinage dynamique réutilise l'énergie du freinage, mais ne peut absorber l'énergie aussi rapidement que des freins à friction traditionnels, principalement pour ne pas surcharger la batterie de traction. Le freinage progressif récupère un maximum d'énergie pour sa réutilisation, ce qui permet de réduire la consommation et de limiter l'usure des plaquettes de freins; un freinage « brutal » gaspille l'énergie en chaleur, comme pour un véhicule conventionnel. L'utilisation de la position B (braking, freinage) de la transmission automatique peut être utile dans des descentes longues afin de réduire l'échauffement et l'usure des freins conventionnels, mais il ne récupère pas plus d'énergie, il utilise le moteur thermique pour augmenter le couple résistant,.

### Les batteries

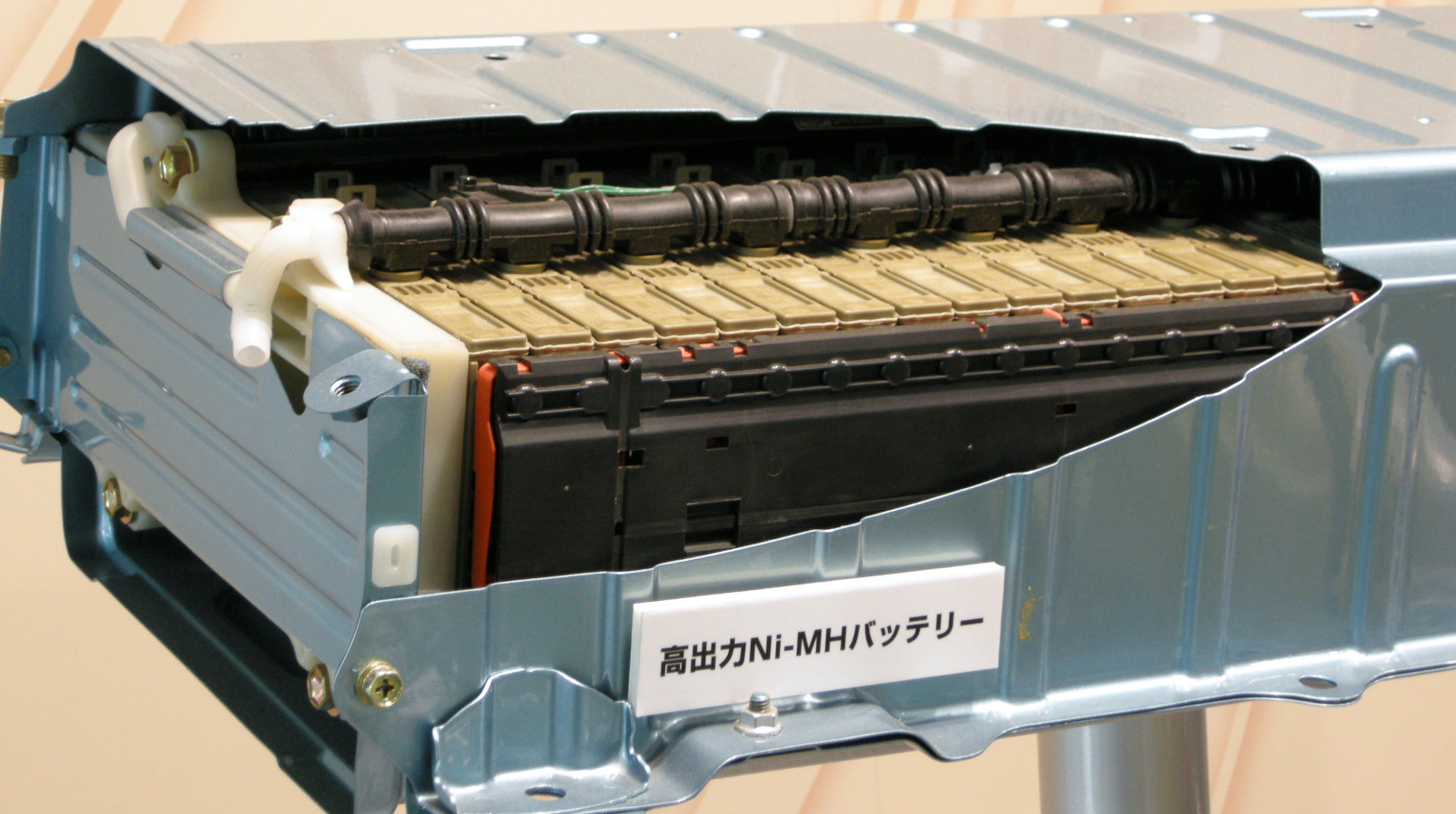
Batterie Ni-MH de la Prius II.

Les batteries de la plupart des systèmes HSD sont conçues pour un apport maximal d'énergie pendant une seule accélération, départ arrêté, jusqu'à la vitesse maximale du véhicule. Si la demande dure plus longtemps, les batteries peuvent se vider complètement, et il n'est plus possible d'apporter de couple supplémentaire. La puissance du système est alors limitée à celle du moteur thermique. Cela peut entraîner dans certains cas, une baisse importante de performance. Ainsi, les Prius de première génération pouvaient atteindre 140 km/h dans une côte à 6°, mais après une montée de 600 m la batterie était vide et le véhicule, équipé d'un moteur thermique de 43 kW (58 ch) peinait à atteindre 90 km/h tant que la batterie n'était pas rechargée par un trajet dans des conditions plus favorables à la récupération d'énergie. À partir de la seconde génération, le moteur de 57 kW 77 ch était suffisant pour maintenir à pleine charge 130 km/h dans une côte à 6°, tout en gardant l'énergie de la batterie pour une accélération supplémentaire.
Sous forte sollicitation en montagne, la batterie de la Prius de seconde génération chauffait, et le ventilateur de refroidissement n'anticipait pas cet échauffement. Il se déclenchait trop tard, ce qui limitait la puissance électrique disponible et dégradait notablement l'accélération en sortie de virage. Des systèmes de refroidissement forcés ont été développés à partir du Rallye_Monte_Carlo_des_Énergies_Nouvelles 2014.

## Évolutions des systèmes HSD

### Historique des modèles hybrides Toyota et Lexus

Premières générations de motorisation Toyota hybride : THS (Toyota Hybrid System), THS2 et HSD à deux roues motrices.

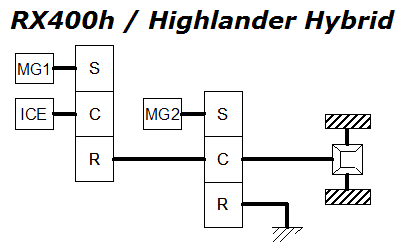
Toyota hybride de seconde génération : motorisation HSD avec 2 trains épicycloïdaux.

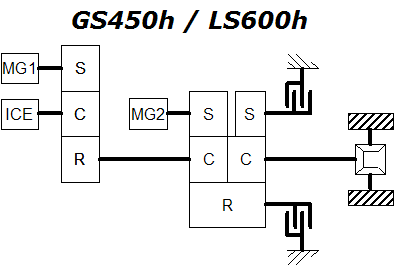
Système HSD de troisième génération (Lexus).

Les principes de base de la conception des systèmes THS (Toyota Hybrid System) puis HSD n'ont pas changé depuis l'introduction sur le marché japonais de la Toyota Prius en 1997, mais ont connu un certain nombre d'ajustements. Le schéma ci-contre illustre les trajets des flux de puissance entre les moteurs-générateurs électriques MG1 et MG2, l'ICE et les roues, connectés via les divers pignons du train épicycloïdal : S = le pignon central (Sun gear), C = les satellites (planetary Carrier), R = la couronne (Ring gear).
La capacité des batteries a vu une amélioration continue depuis les premières Prius. Celles-ci utilisaient des modules constitués d’accumulateurs D de 1,2 V assemblés sous un film plastique. Les véhicules suivants ont utilisé des modules de batteries personnalisés de 7,2 V montés dans un boîtier adapté.
D'abord nommé « système hybride Toyota » (THS, Toyota Hybrid System) pour les premières générations de Prius, le système hybride connut une première amélioration avec le THS II pour les Prius de 2004. Les versions suivantes furent renommées HSD en vue de fournir des constructeurs de marque différente. Les moteurs du système THS étaient directement alimentés par les batteries : tension entre 276 et 288 V. Le système HSD possède un convertisseur continu-continu permettant d'augmenter la tension issue des batteries à plus de 500 V, ce qui permet à la fois d'utiliser des câbles électriques de section plus faible et des moteurs plus puissants.
Bien qu'il ne fasse pas à proprement parler partie intégrante du système HSD, tous les véhicules HSD depuis la Prius de 2004 possèdent un compresseur électrique dédié à la climatisation, en lieu et place du traditionnel système de climatisation relié par courroie au moteur thermique (ICE). Il n'est alors plus nécessaire de faire fonctionner continuellement l'ICE pour refroidir l'habitacle. Deux radiateurs électriques dotés de thermistances à coefficient de température positif sont ajoutés afin de compléter la chaleur procurée par l'ICE.
En 2005, les Lexus RX 400h et Toyota Highlander Hybrid intègrent une motorisation à quatre roues motrices grâce à l'addition d'un troisième moteur électrique (MGR, pour Motor-Generator Rear, moteur-générateur arrière) sur l'essieu arrière. Cet essieu est alors exclusivement mû par l'énergie électrique et il n'y a pas de lien mécanique entre l'essieu avant et l'essieu arrière. Ce moteur-générateur supplémentaire permet également d'utiliser le freinage dynamique, avec récupération d'énergie sur les roues arrière. Enfin, MG2 est relié à l'essieu des roues avant par un second train épicycloïdal, ce qui rend possible l'augmentation de la puissance du moteur. Un système hybride similaire a été développé par Ford : le Ford Escape Hybrid (en).
En 2007, une autre application du système HSD est introduite sur les berlines Lexus GS 450h et Lexus LS 600h, sous le nom de Lexus Hybrid Drive. Ce système utilise deux trains épicycloïdaux, dont un train double, pour permettre une réduction du rapport des vitesses de rotation entre le second moteur et les roues dans des rapports de 3/9 à 1/9, respectivement à bas et à haut régime. L'énergie circulant entre MG1 et MG2 (ou vice versa) à haute vitesse est alors réduite, ce qui augmente l'efficacité de la transmission car le rendement de ce circuit électrique n'est que de 70 %. Le second train épicycloïdal est transformé en train planétaire Ravigneaux (en) à quatre arbres, dont deux peuvent être mis à l’arrêt par un embrayage verrouillable. Les systèmes des GS 450h et LS 600h utilisent respectivement une transmission arrière et une transmission à quatre roues motrices, et ont été conçus pour que les versions hybrides de ces modèles soient plus puissants que les versions non-hybrides,, tout en fournissant une consommation comparable.

### Générations suivantes
En février 2007, le CEO de Toyota, Katsuaki Watanabe indiquait, dans une interview, que Toyota « projette de réduire de moitié à la fois la taille et le coût de la batterie des systèmes HSD de troisième génération ». Il était alors envisagé que les futures hybrides Toyota soient dotées de batteries lithium-ion, car celles-ci possèdent une plus grande capacité énergétique à poids égal, mais coûtent plus que les NiMH, opèrent à plus haute température et peuvent être sujettes à des instabilités thermiques si elles ne sont pas fabriquées et contrôlées avec rigueur, ce qui peut poser des problèmes de sécurité, mais, finalement, la Prius III est commercialisée en 2009 avec une batterie NiMH.
Au salon de l'automobile de Francfort en septembre 2011, Toyota annonce et présente une Prius hybride rechargeable (plug-in) équipée d'une batterie lithium-ion de 4,4 kWh qui autorise jusqu'à 23 km d’autonomie en mode électrique. Ce modèle est équipé des mêmes moteurs et d'un système HSD très proche de celui de la Prius III. Toyota annonce l'arrêt de la production du modèle « Prius III plug-in » en juin 2015, mais son retour est prévu fin 2016 sur la Prius hybride de 4e génération.
Depuis juin 2012, Toyota commercialise en Europe la Prius + (Prius V aux États Unis), une Prius 7 places, plus longue de 13 cm, dont la batterie est au Lithium-ion et est placée entre les deux sièges avant.
La Toyota Mirai, un véhicule à hydrogène, utilise une partie de la technologie HSD : une batterie NiMH vient fournir la puissance nécessaire en cas d'accélération, et permettre la récupération d'énergie en cas de freinage.

## Liste des véhicules équipés de la technologie HSD
La liste suivante recense les véhicules équipés de la technologie HSD ou assimilée (Toyota Hybrid System I/II (THS), Lexus Hybrid Drive (LHD)) :
- Toyota Prius et Prius +[26] ;
- Lexus RX 400h[27], depuis mars 2005 ;
- Toyota Highlander Hybrid [28] ;
- Lexus GS 450h, depuis mars 2006 ;
- Toyota Camry Hybrid, depuis mai 2006 ;
- Lexus LS 600h/LS 600h L, depuis avril 2007 ;
- Ford Escape Hybrid, depuis 2005 ;
- Nissan Altima Hybrid, depuis 2007 ;
- Lexus RX 450h, depuis 2009 ;
- Lexus HS 250h, depuis 2009 ;
- Lexus CT 200h, depuis fin 2010 ;
- Toyota Auris, depuis juillet 2010 ;
- Toyota Aqua (Prius c), depuis janvier 2012 ;
- Toyota Yaris hybride, depuis juin 2012[29] ;
- Toyota Rav4 hybride, depuis 2016 ;
- Toyota C-HR, à partir de 2017 ;
- Toyota Corolla, depuis 2018 ;

## Autres motorisations hybrides
L'appellation Lexus Hybrid Drive est une application du HSD pour les Lexus.
Le moteur issu de la Global Hybrid Cooperation (en) conçu par General Motors, Daimler et BMW est similaire au HSD au sens où il combine la puissance d'un moteur à explosion et de deux moteurs électriques, ces deux motorisation étant complètement indépendantes. En 2009, la Presidential Task Force on the Auto Industry (en), impliquée dans la gestion de General Motors et de Chrysler, a considéré que « General Motors [était] au moins une génération derrière Toyota en ce qui concerne le développement de motorisations vertes avancées ».
FordFord a développé indépendamment en 2004 un véhicule avec une technologie similaire au HSD, le Ford Escape Hybrid. Ford utilise pour ce système des technologies issues de 21 brevets de Toyota, obtenus en échange de brevets liés à ses technologies de contrôle de pollutions. Ce système est installé dans le SUV Ford Escape et la berline Ford Fusion Hybrid, mise sur le marché aux États-Unis en mars 2009.
HondaLes Honda Civic hybride et Honda Insight utilisent un moteur thermique plus traditionnel et une transmission où le volant d'inertie est remplacé par un moteur électrique de faible puissance (environ 10 kW), ce qui permet de réduire la complexité du moteur et de faciliter son entretien du fait de sa conception plus classique.
NissanNissan a choisi la technologie HSD de Toyota pour son utilisation dans la Nissan Altima hybride (commercialisée aux États-Unis, utilisant le même système HSD que la Toyota Camry hybride). Commercialisées fin 2010 au Japon, les Nissan Fuga Hybrid et Infiniti M35h utilisent un système différent avec un moteur électrique de 50 kW et deux embrayages.

### Renault
Renault commercialise en 2019 le système hybride e-Tech issu des travaux présentés sur le prototype Eolab de 2014.
MazdaEn 2009, Toyota et Mazda ont annoncé un accord pour la fourniture de la technologie hybride de Toyota issue de la Prius.

## Modifications en après-vente
Certains prototypes de véhicules hybrides rechargeables sont basés sur la modification du système HSD de Prius modèles 2004 et au-delà. Des véhicules HSD convertis et équipés de batteries au plomb par CalCars (en) ont parcouru jusqu'à 16 km en mode électrique uniquement (contre environ 2 km pour le véhicule d'origine) et 32 km en mode mixte. Le système HSD de ces véhicules est quasiment inchangé, la modification consistant essentiellement à remplacer les batteries NiMH d'origine par des batteries à plus grande capacité et à ajouter un chargeur permettant de les recharger depuis une prise électrique.

## Controverses
À l'automne 2005, la compagnie « Antonov Automotive Technology BV Plc » a accusé Toyota, maison-mère de la marque Lexus, de violation de brevets pour des composants-clés des transmissions de la Lexus RX 400h et de la Toyota Prius. Après un échec des négociations à l'amiable, Antonov a porté l'affaire devant la justice allemande (Antonov possédant des brevets équivalents dans différents pays), demandant à ce qu'une taxe soit imposée sur chaque véhicule vendu — ce qui rendrait les SUV hybrides moins compétitifs. Toyota, quant à elle, a cherché à invalider, officiellement, les brevets d'Antonov.
Le 1er septembre 2006, Antonov annonce que la cour fédérale des brevets de Munich n'a pas suivi ses réquisitions.